# Ardenay-sur-Mérize
Ardenay-sur-Mérize é uma comuna francesa na região administrativa do País do Loire, no departamento de Sarthe. Estende-se por uma área de 11.67 km². Em 2010 a comuna tinha 505 habitantes (densidade: 43,3 hab./km²).